# Corresponsal

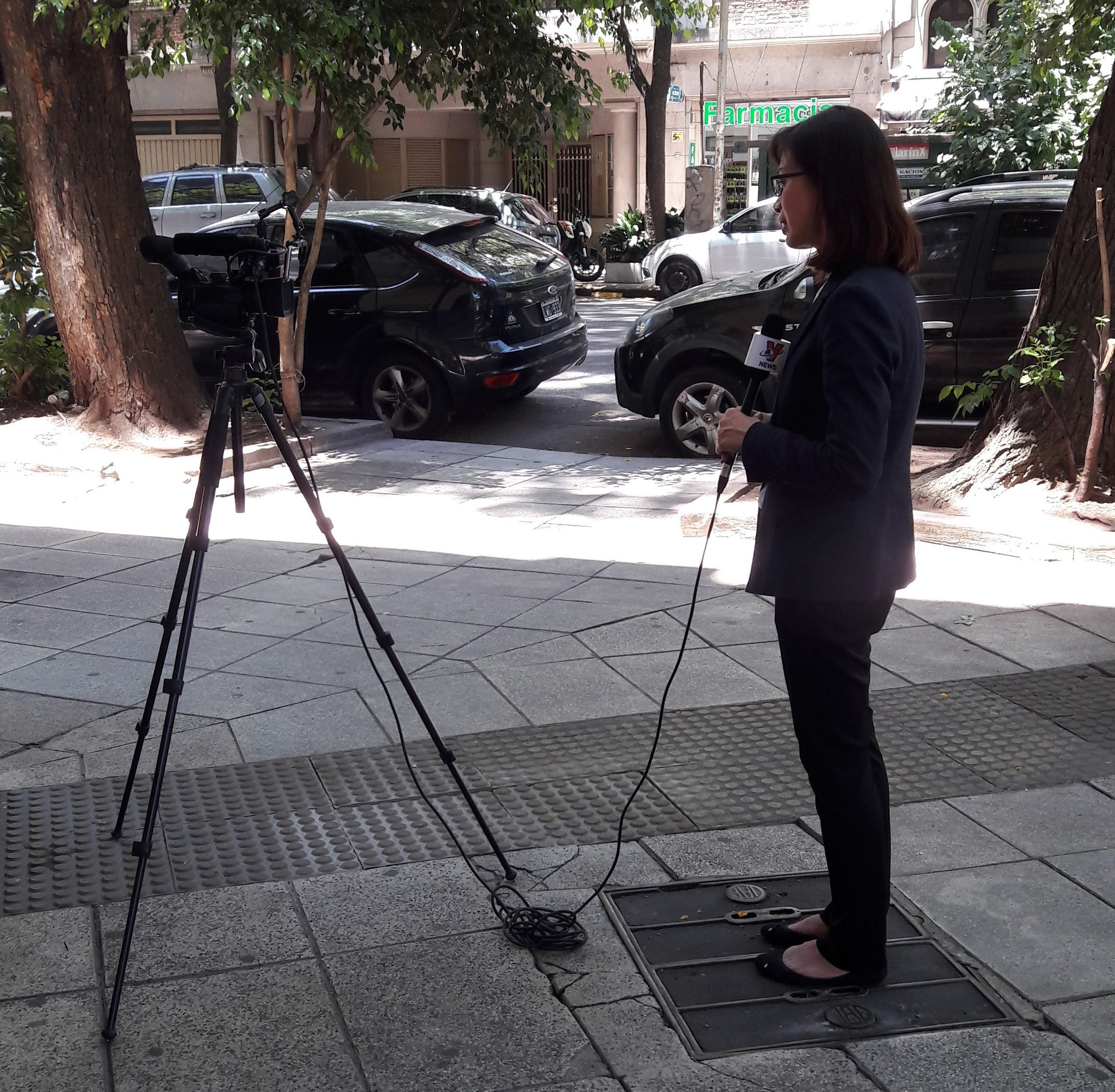
Corresponsal de la Agencia Vietnamita de Noticias en Buenos Aires, Argentina.

Corresponsal es un periodista que envía noticias habitualmente desde otra ciudad o desde el extranjero a una cadena de información, ya sea de prensa escrita, televisión o radio. La diferencia entre un corresponsal y un reportero es que el corresponsal suele residir en la ciudad o país extranjero y así investigar a fondo la noticia, mientras que el reportero es enviado para una cobertura temporal. Existen corresponsales especializados en diversos temas, como políticos o de guerra, entre otros. Si bien en la actualidad la carrera de corresponsal se ha ido desarrollando profesionalmente con el periodismo, históricamente, también ha sido ejercida por escritores, científicos sociales, historiadores y otros intelectuales que se desempeñan en los medios de comunicación. 
Para el caso de los corresponsales que han sido enviados a zonas en conflicto bélico o a países donde pueden ser calificados de disidentes u opositores a un gobierno que toma medidas de persecución política a la prensa no oficialista, el corresponsal goza de un estatuto especial como prisionero de guerra, de acuerdo a los Convenios de Ginebra, aplicándose ciertos derechos y garantías dentro del derecho internacional por haber sido aprehendido en el ejercicio de su labor.
También se utiliza la denominación para nombrar a una persona que es enviada al exterior o reside ahí, para realizar negociaciones de forma permanente y que mantiene comunicación con la entidad que lo envía. 
También se usa la denominación en la actividad bancaria comercial internacional para referirse a un banco comercial domiciliado en otro país con el cual se mantienen relaciones de negocios internacionales debidamente resguardados por códigos y claves electrónicas.
También es la persona que medios nacionales utilizan para cubrir noticias en el territorio o país exclusivamente, esto en muchos casos sucede y luego envían equipo técnico del medio para la cobertura, dependiendo de la relevancia del asunto.